# 侯方芳
侯方芳（Hou Fangfang，2001年8月10日—），中国女子羽毛球运动员。

## 簡歷
2019年3月，侯方芳出戰懷卡托羽毛球國際賽，與李嘉嘉合作拿得女子雙打比賽冠軍。

## 主要比賽成績
只列出曾進入準決賽的國際賽事成績：
| 年份   | 賽事               | 公開賽級別 | 項目     | 拍檔   | 成績   |
| ------ | ------------------ | ---------- | -------- | ------ | ------ |
| 2019年 | 北港羽毛球國際賽   | 未來系列賽 | 女子雙打 | 李嘉嘉 | 亞軍   |
| 2019年 | 北港羽毛球國際賽   | 未來系列賽 | 混合雙打 | 张滨榕 | 準決賽 |
| 2019年 | 懷卡托羽毛球國際賽 | 國際系列賽 | 女子雙打 | 李嘉嘉 | 冠軍   |

| 2018-2026年 | 總決賽 | 超級1000賽 | 超級750賽 | 超級500賽 | 超級300賽 | 超級100賽 | 國際挑戰賽 | 國際系列賽 | 未來系列賽 | 其他 |